# Glückstadt Nunatak
Glückstadt Nunatak är en nunatak i Grönland (Kungariket Danmark). Den ligger i den nordöstra delen av Grönland, 1 700 km nordost om huvudstaden Nuuk. Toppen på Glückstadt Nunatak är 1 678 meter över havet.
Terrängen runt Glückstadt Nunatak är platt åt nordväst, men åt sydost är den kuperad.  Trakten runt Glückstadt Nunatak är nära nog obefolkad, med mindre än två invånare per kvadratkilometer. Det finns inga samhällen i närheten. Trakten runt Glückstadt Nunatak är permanent täckt av is och snö.